# Lisette Jonkman
Lisette Jonkman (Haarlem, 16 juli 1988) is een Nederlandse schrijfster en is columniste geweest voor onder andere vrouwentijdschrift Viva. Jonkmans boeken zijn in te delen in het genre chicklit – romantische en grappige 'feelgoodromans'.

## Beginjaren en invloeden
Lisette Jonkman werd geboren op 16 juli 1988 in Haarlem. Ze groeide op in IJmuiden. In groep 7 begon ze met fictie schrijven, na het lezen van de Kippenvelreeks van R.L. Stine en de boeken van Paul van Loon. Aangemoedigd door haar docent, Hans Pullens, schreef ze een aantal horrorverhalen, met titels als Het is groot en het is heel erg eng. Pullens wakkerde haar passie voor schrijven op jonge leeftijd aan, waarvoor Jonkman hem bedankte door haar eerste roman Glazuur aan hem op te dragen. Op de boekpresentatie overhandigde Pullens haar het eerste verhaal dat ze ooit schreef en aan hem cadeau had gedaan in groep 7. Hij had het veertien jaar lang bewaard.
Op de middelbare school las Jonkman steeds minder horror en meer chicklit. Na het lezen van Bridget Jones's Diary besloot ze zelf ook een dagboek bij te gaan houden en al snel maakte ze ook in haar schrijven de overstap naar romantische fictie.
Na de scheiding van haar ouders op haar dertiende verhuisde Jonkman met haar moeder vanuit IJmuiden naar Groningen. Na de havo van het Zernike College volgde ze een jaar de opleiding sociaal juridische dienstverlening aan de Hanzehogeschool in Groningen. Al snel bleek dat niets voor haar te zijn en koos ze een opleiding die beter bij haar paste: journalistiek aan de hogeschool Windesheim in Zwolle. Ze studeerde af in de richtingen Verhalen en Tijdschriften. In juni 2011 behaalde ze haar diploma.

## Carrière
In mei 2011 won Jonkman met haar manuscript Glazuur de Chicklit-schrijfwedstrijd (destijds bekend onder de naam 'Jill Mansell-schrijfwedstrijd') van uitgeverij Luitingh-Sijthofff, Chicklit.nl en Bol.com. In eerdere jaren werd deze wedstrijd gewonnen door Astrid Harrewijn en Ilse Spall. In juni 2013 verscheen Verkikkerd en in november 2013 besloot ze fulltime te gaan schrijven. Het vervolg Verslingerd kwam uit in mei 2014. Aan het eind van 2014 verscheen Schrijven kreng!, Jonkmans eerste zogenaamde 'hup-ga-nou-eens-schrijven'-gids. Na een stilte van drie jaar verscheen in juni 2017 Jonkmans, vanwege persoonlijke omstandigheden uitgestelde roman Helemaal het einde. Dit boek zou eigenlijk al in 2015 verschijnen onder de titel Denk maar niet dat dit een liefdesliedje is, maar kreeg een nieuw omslag en een nieuwe titel voor de verschijning twee jaar later.
In 2017 kondigde Jonkman aan dat er een vervolg zou komen op Verkikkerd en Verslingerd, getiteld Verknocht. Ter promotie van het nieuwe boek zou ze een kort verhaal schrijven over twee bijpersonages in de serie. Het korte verhaal werd echter steeds groter, tot het uitgegroeid was tot een trilogie: Onbreekbaar. Deze boeken verschenen alleen digitaal; als Kobo Originals en ebooks. Deel 1, Buren with benefits, kwam uit op 1 augustus 2018. Het tweede deel, Onbegrensde liefde, volgde op 15 oktober 2018, en het derde en laatste deel, Op gevoel, verscheen op 1 december 2018. De Onbreekbaar-trilogie kreeg van veel recensenten het label New Adult in plaats van feelgood/chicklit.
Jonkman fungeert regelmatig als jurylid bij schrijfwedstrijden. Zo maakte ze onderdeel uit van de jury bij de Chicklit-schrijfwedstrijd 2013, de Paul Harland Prijs 2013 (tegenwoordig is die prijs bekend onder de naam Harland Awards) en de Zomerliefdewedstrijd (2015).

## Prijzen
- Glazuur werd door Chicklit.nl uitgeroepen tot boek van de maand juni 2012.[10]
- Jonkmans debuutroman Glazuur werd door de lezers van Chicklit.nl verkozen tot Boek van het Jaar 2012.[11]
- Verkikkerd werd door Chicklit.nl uitgeroepen tot boek van de maand augustus 2013.[12]
- Verslingerd werd door Chicklit.nl uitgeroepen tot boek van de maand juli 2014.[13]
- In april 2016 won Jonkman de Harland Award Verhalenwedstrijd met het horrorverhaal "De vier stadia van verval".
- Helemaal het einde ontving bij de Hebban Awards 2017 de derde prijs in de categorie Beste Roman.
- Langste. Kerst. OOIT. werd door Chicklit.nl uitgeroepen tot Feelgood boek van het jaar 2022.[14]